# Prachin Buri
Prachin Buri (thai: ปราจีนบุรี) är en thailändsk provins (changwat). Den ligger i den östra delen av Thailand. Provinsen hade år 2002 452 822 invånare på en areal av 4 762 km². Provinshuvudstaden är Prachin Buri.

## Administrativ indelning
Provinsen är indelad 7 distrikt (amphoe). Distrikten är i sin tur indelade i 65 subdistrikt (tambon) och 658 byar (muban).